# Mus famulus
Mus famulus (Миша Бонхоута) — вид роду мишей (Mus).

## Поширення
Ендемік Індії. Обмежений 4-ма фрагментованими місцями.

## Екологія
Це нічний, наземний вид. Живе в тропічних і субтропічних вічнозелених гірських лісах і луках.